# Idle Wives
Idle Wives è un film muto del 1916 diretto da Lois Weber e da Phillips Smalley. Fu il film d'esordio per l'attrice teatrale Mary MacLaren.

## Trama
Alcuni spettatori, senza alcuna relazione tra di loro, si ritrovano in una sala cinematografica dove si vedono in un film dal titolo Life's Mirror: vi viene ritratta - come in uno specchio - la loro vita. Possono seguire così gli sviluppi di un loro ipotetico futuro che si realizzerà se seguiranno fino in fondo la via che stanno percorrendo con il loro modo di comportarsi.
Molly, una ragazza che è scappata al cinema insieme al suo ragazzo nonostante il divieto dei genitori, si vede in un possibile futuro abbandonata dal fidanzato, dopo che gli ha annunciato di essere rimasta incinta. Il risultato sarà che, tornata a casa pentita, chiederà scusa ai genitori per la scappata.
In un altro caso, Anne Wall, moglie che si trova in sala per aver seguito il marito che la trascura per una nuova "fidanzata", decide di lasciare lui e i figli. Alla fine del film, però, il marito sceglierà di tornare a casa con lei.
Un operaio, sua moglie e i bambini, sono tristi per le loro condizioni miserevoli di vita: il film li fa sperare in un avvenire migliore, perché scelgono di guardare con ottimismo al futuro.
Un giovanotto senza tanti scrupoli, invece, si ravvederà.

## Produzione
Il film fu prodotto dall'Universal Film Manufacturing Company.

## Distribuzione
Distribuito dall'Universal Film Manufacturing Company, il film uscì nelle sale USA nel settembre 1916. Frammenti della pellicola sono conservati negli archivi della New Zealand Film Archive (1 rullo, positivo 35 mm) e in quelli della Library of Congress (1 rullo, positivo 35 mm).